# Vesterled (København)
 For alternative betydninger, se Vesterled. (Se også artikler, som begynder med Vesterled)
Vesterled er en ca. 400 meter lang vej på Ydre Østerbro, der begynder ved Strandvænget og fortsætter mod nord, hvor den ender ved Strandøre. Den løber parallelt med Strandvejen.
Gaden har fået sit navn i 1917. I kvarteret ved Svanemøllen er der også en gade, der hedder Østerled. Adskillige veje i det storkøbenhavnske område hedder Vesterled, i Brøndby endda et helt kvarter. Det er meget almindeligt som vej- og villanavn, bl.a. fordi det egentlig betyder ”det sted hvor solen går ned”.
Den tidligere strandlinje lå omtrent hvor denne gade løber i dag. Det vil sige at alt øst for Vesterled er inddæmmet land.
Vesterled er i dag en blidt svunget og stille villavej med vejbump. Der er ikke meget trafik på vejen, der derfor har et provinsielt præg. Bebyggelsen er både diskrete og prætentiøse villaer fra forskellige tidsperioder, fortrinsvis i to etager.
Den allersydligste grund på Vesterled er kun bebygget med et lille skur. Til gengæld står der noget, der ligner en kolossal stueantenne på grunden.
I nr. 26-28 ligger Slovakiets ambassade.
I 1950'erne finder man læger og direktører blandt de kun ti opførte telefonabonnenter på vejen.